# Zelënoe
Zelënoe är en sjö i Antarktis. Den ligger i Östantarktis. Argentina och Storbritannien gör anspråk på området. Zelënoe ligger 620 meter över havet.